# Direction Italie
Direction Italie (en italien : Direzione Italia) était un parti politique italien libéral-conservateur, créé et présidé par Raffaele Fitto. Créé le 28 janvier 2017, il rejoint le 19 décembre 2017 la coalition Nous avec l'Italie.

## Histoire
Le parti est créé le 28 janvier 2017 à l'occasion d'une convention à laquelle participent plusieurs partis politiques dont en premier lieu Conservateurs et réformistes, mouvement présidé par Raffaele Fitto. Sont aussi présents les Réformateurs sardes, le Parti libéral italien ou encore d'anciens membres de Forza Italia.
En mai, les sept sénateurs de DI rejoignent le groupe parlementaire des Grandes autonomies et libertés
(GAL), composé principalement de petits partis de centre droit.
En juin, Fitto est réélu à l'unanimité président du parti lors du premier congrès national du parti,. À la Chambre des députés, le parti subit la perte de Rocco Palese, allié de longue date de Fitto qui décide alors de revenir au sein de Forza Italia. Toutefois, DI bénéficie de l'adhésion de deux élus issus du groupe Civici e Innovatori (Salvatore Matarrese et Pierpaolo Vargiu),. Le sous-groupe du parti au sein du groupe mixte de la Chambre a été rebaptisé « Direction Italie » et Cosimo Latronico a été choisi comme nouveau chef de ce sous-groupe. En juillet, un autre député, Maurizio Bianconi, quitte le parti. Le parti se coalise au sein de Nous avec l'Italie fin 2017, avec Fitto comme président de la coalition.
Le 29 octobre 2019, le parti rejoint Frères d'Italie.